# Srpska Crnja
Srpska Crnja (serbisch-kyrillisch Српска Црња, deutsch Serbisch-Zerne) ist ein Ort in der Gemeinde Nova Crnja im serbischen Bezirk Srednji Banat. Er befindet sich in der autonomen Provinz Vojvodina in Serbien direkt an der Grenze zu Rumänien. Der Ort hat 4.283 Einwohner (2002). Die Bevölkerung ist überwiegend serbisch.

## Geographie
Srpska Crnja liegt etwa 160 km nördlich von Belgrad, 90 km nordöstlich von Novi Sad und etwa 1,5 km von der Grenze zu Rumänien. Der Ort ist auf weiter Flur umringt von agrarwirtschaftlich genutzten Feldern, da die Region sehr fruchtbaren Boden vorzuweisen hat. Damit ist die Haupteinnahmequelle der Einwohner die Agrarwirtschaft. Die Umgebung ist in diesem Teil der Region des Banats sehr flach. Der Ort liegt auf einer Höhe von 72 Metern über dem Meeresspiegel. Es herrscht gemäßigt-kontinentales Klima.

## Geschichte
Srpska Crnja wird zum ersten Mal im Jahr 1373 erwähnt. Damals noch unter dem Namen Čorna. Der Name Srpska Crnja bedeutet in etwa Serbische Schwärze. Der Ort entwickelte sich im Lauf der Jahrhunderte wohl aus mehreren Siedlungsbegründungen. Einige, die bekannt geblieben sind, sind Čorna, Crna greda, Crno Selište und Rokoš. 

## Religion
Im Ortszentrum steht die in der zweiten Hälfte des 18. Jahrhunderts erbaute serbisch-orthodoxe Kirche Hl. Großmärtyrer Prokopios. Auch die 1868 erbaute Römisch-katholische Kirche St. Josef steht im Ort. 

## Persönlichkeiten
Der berühmte Künstler, Schriftsteller und Lehrer Đura Jakšić (1832–1878) wurde in Srpska Crnja geboren. Ihm zu Ehren befindet sich ein Museum im Ort.

## Sport
Srpska Crnja hat einen Fußballverein F.K. Budućnost Srpska Crnja.

## Galerie

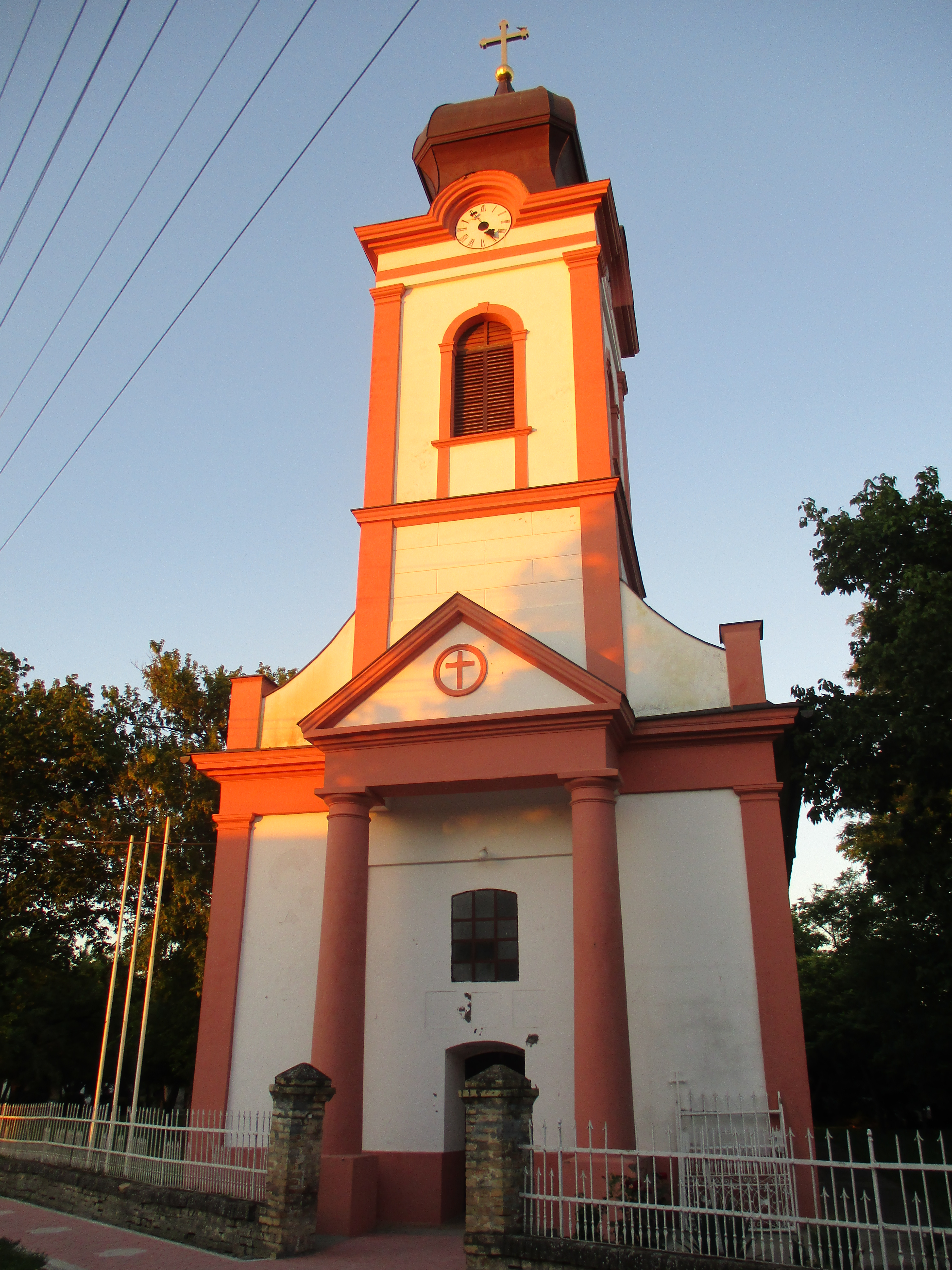
Die Serbisch-orthodoxe Kirche Hl. Prokopios
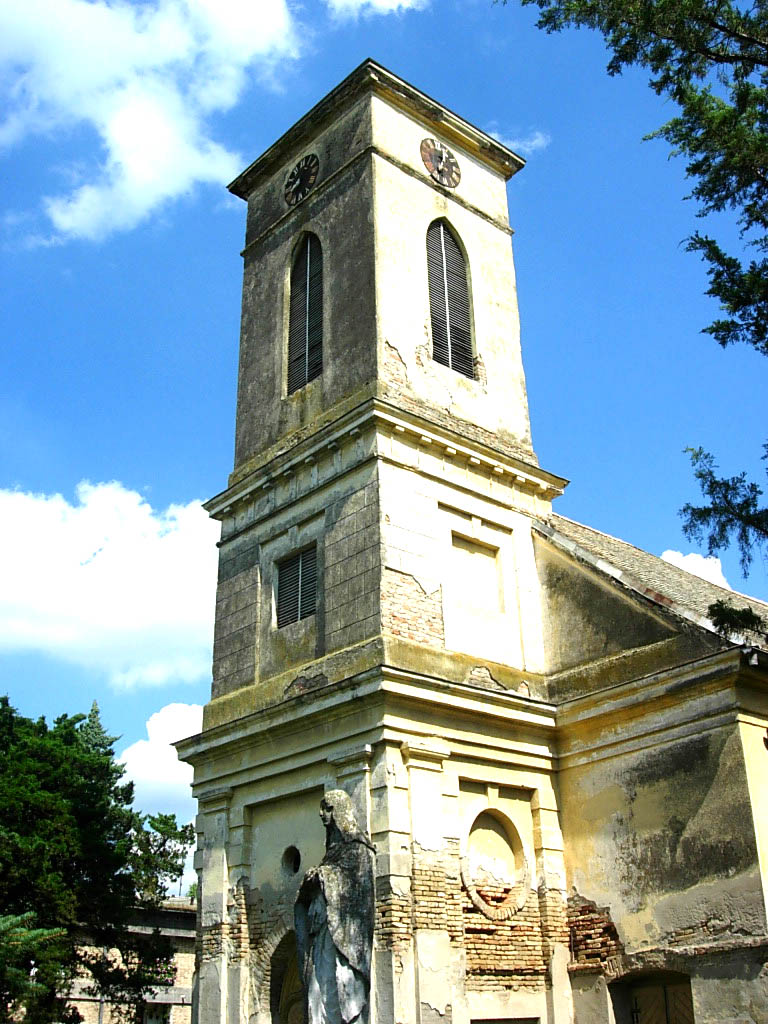
Die Römisch-katholische Kirche St. Josef
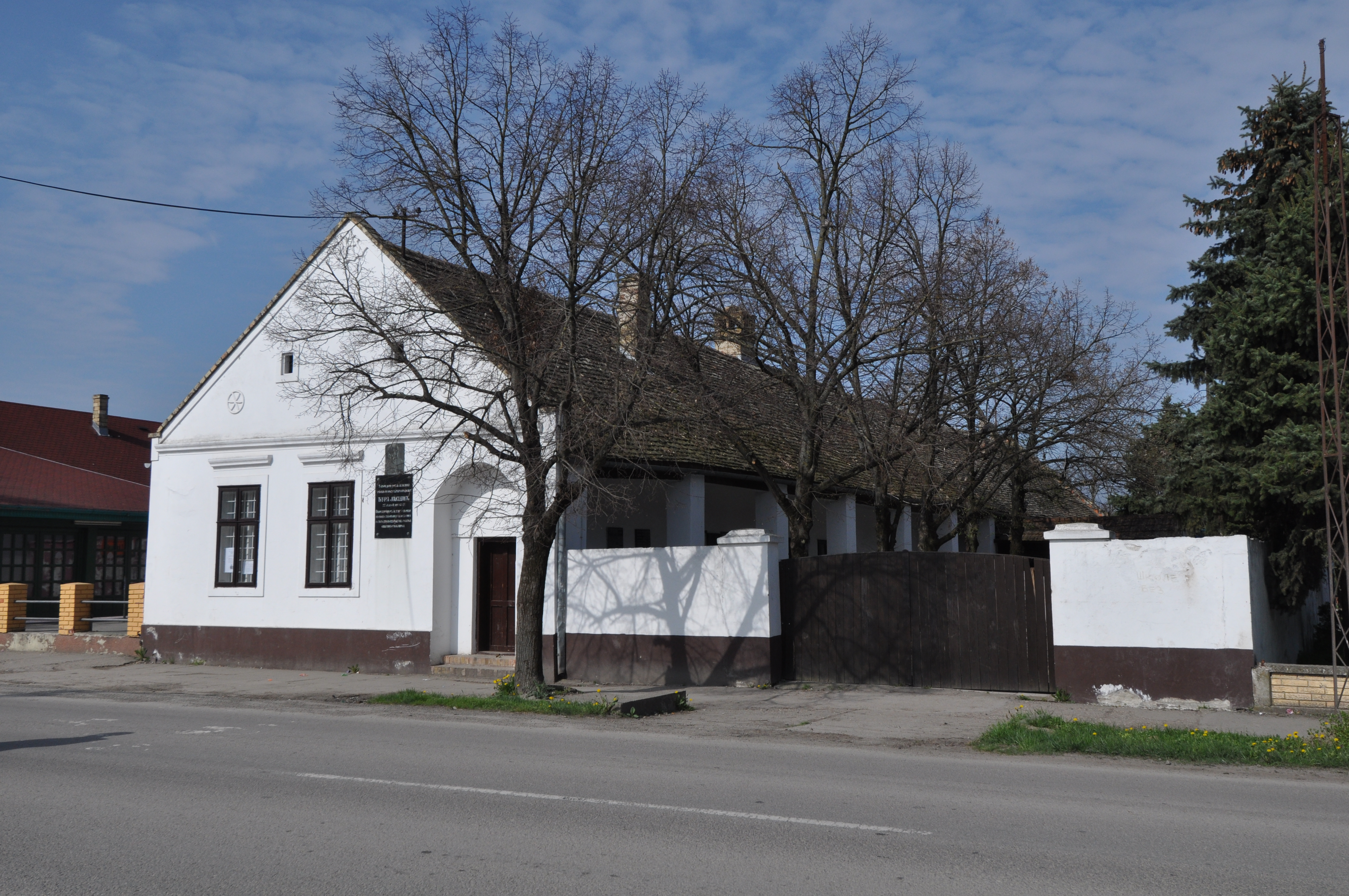
Das Geburtshaus von Đura Jakšić
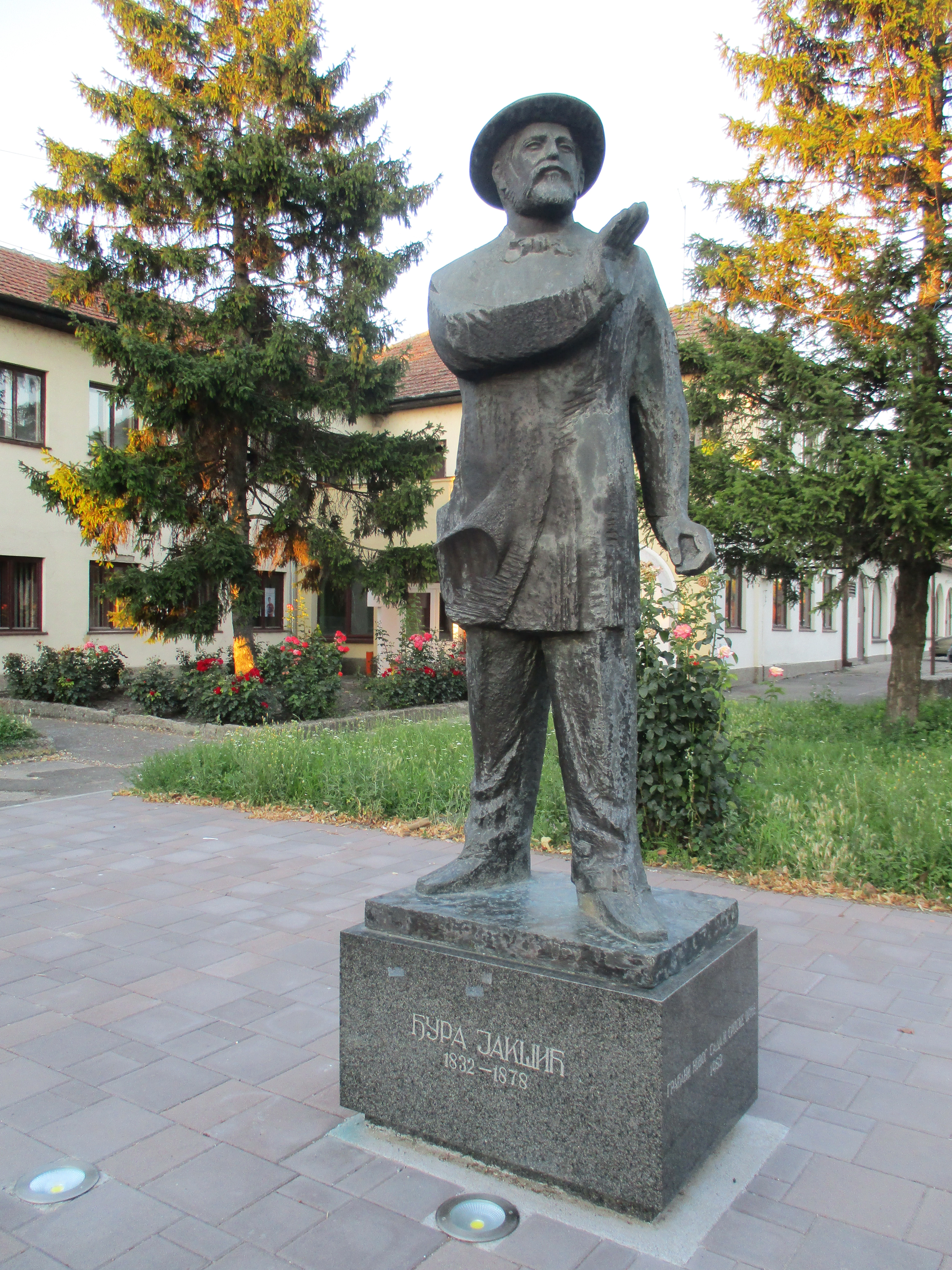
Das Denkmal für Đura Jakšić
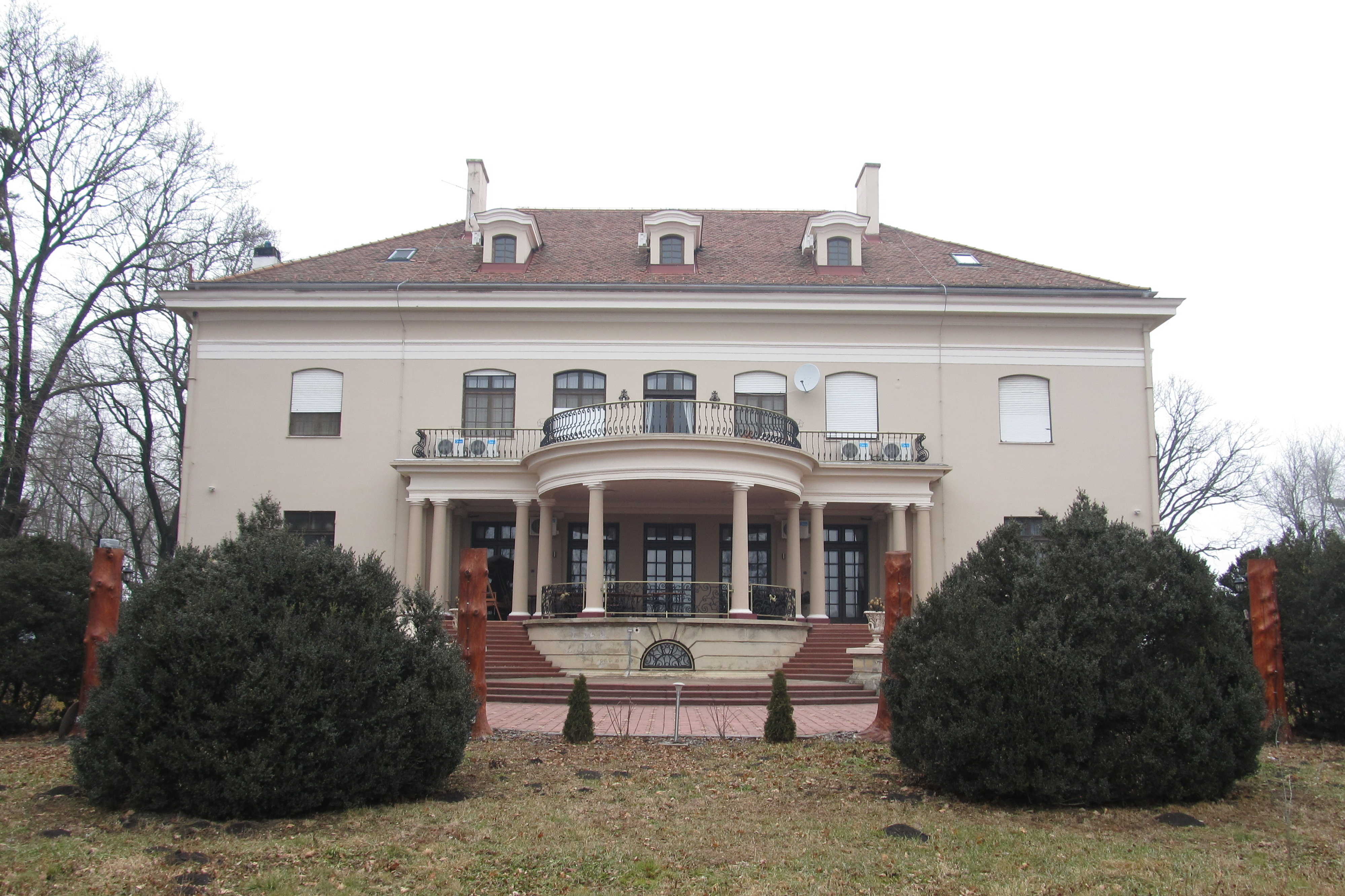
Das Schloss im Ort
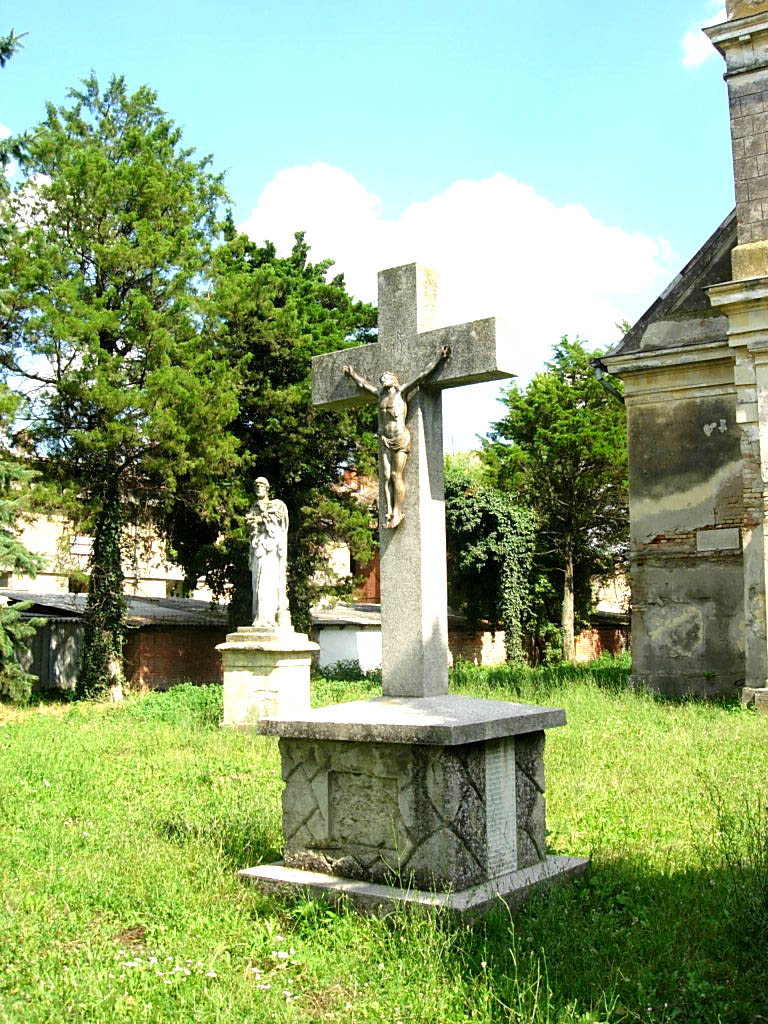
Kruzifix bei der katholischen Kirche
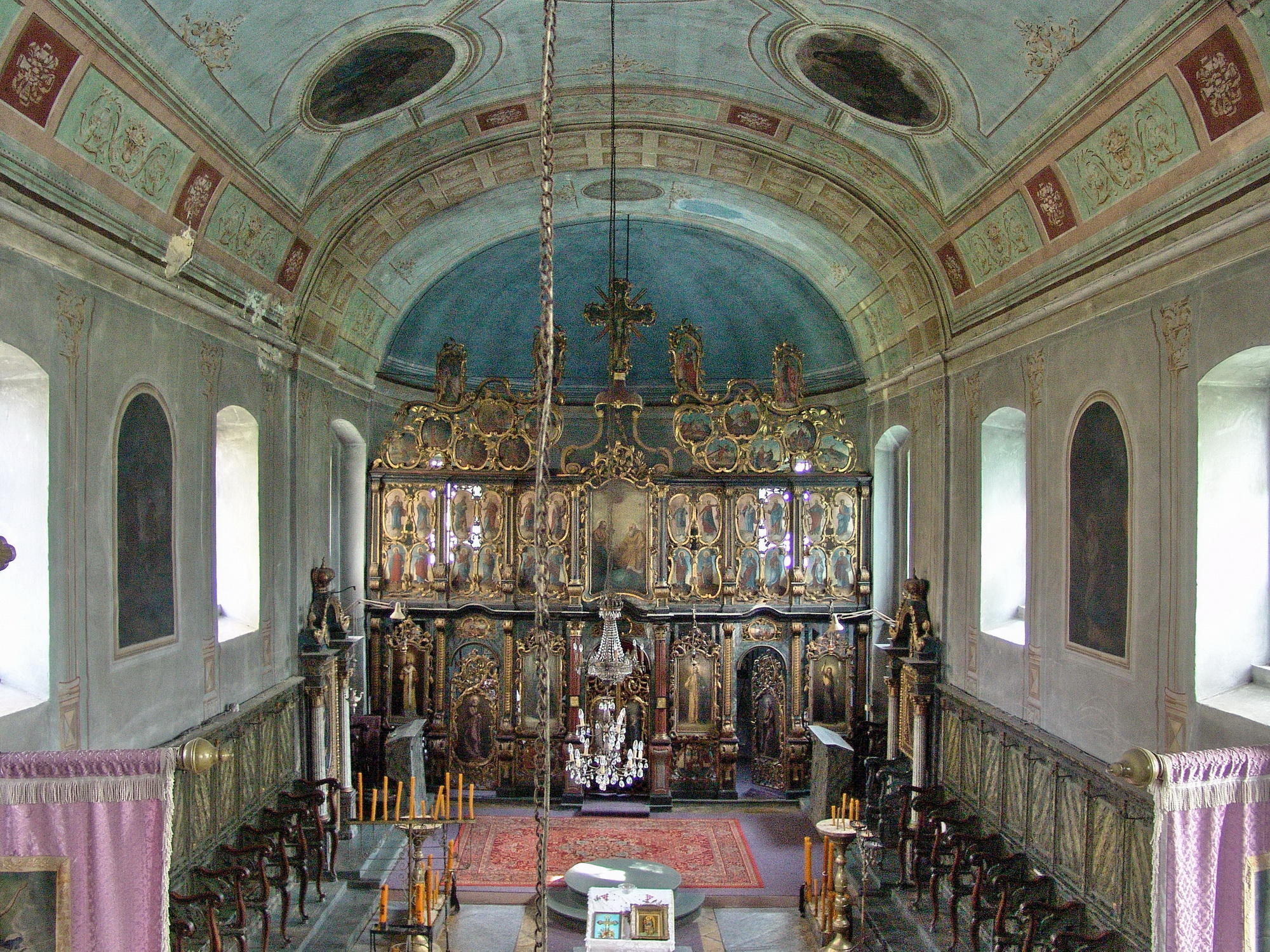
Die Ikonostase der orthodoxen Kirche